# Duellen (TV8)
Duellen är ett TV-program i nio avsnitt som sändes i TV8 våren 2003. 
Programmet byggde på samhällspolitiska frågor som sedan debatterades av två gäster med olika ståndpunkter. Programledare var författaren och journalisten Christer Isaksson. Producent och programmets upphovsman var journalisten och TV-producenten Stefan Rehnman.

## Programinnehåll
Duellerna handlade bland annat om sjukförsäkringen, regionutredningen och trängselavgifterna. I ett avsnitt debatterade Berit Högman, riksdagsledamot (s) och f.d. landstingsråd, samt Ola Stenqvist, professor vid Sahlgrenska sjukhuset i Göteborg om vem som ska styra vården - politikerna eller läkarkåren?.

## Medverkande
- Gustav Fridolin (MP), riksdagsledamot
- Stefan Fölster, chefsekonom Svenskt Näringsliv
- Robert Gidehag, chefsekonom Handelns Utredningsinstitut
- Berit Högman (S), riksdagsledamot och f.d. landstingsråd
- Hans Karlsson (S), arbetslivsminister
- Stig-Björn Ljunggren, statsvetare och samhällsdebattör
- Magnus Nilsson, Svenska Naturskyddsföreningen
- Tomas Nilsson, Motormännens Riksförbund
- Helene Norberg, handels- och nationalekonom
- Susanna Popova, frilansskribent, fd chefredaktör Moderna Tider
- Ola Stenqvist, professor vid Sahlgrenska sjukhuset i Göteborg
- Pär Svanberg, bostadspolitisk chef på Hyresgästföreningen
- Mats Svegfors, ordförande i den parlamentariska ansvarskommittén
- Irene Wennemo, utredningschef på LO
- Åsa Westlund (S), ordförande S-studenter

## Tablåtext
Den så kallade tablåtexten som skickades till tidningarnas TV-sidor förklarade huvuddragen i programmet så här:
"Tycker du som många andra att TV-debatten har blivit ytlig och splittrad? Vill du höra en politiker som står för sin åsikt? I TV8:s Duellen återupprättas debatten, då två makthavare eller opinionsbildare i varje program debatterar om ett aktuellt ämne som berör oss alla. Varje duell har sin bas i en enskild samhällspolitisk fråga och vi bjuder dig på en fördjupning i de olika sidornas argument och politiska ståndpunkter. Programledaren Christer Isaksson balanserar debatten så att bägge sidor kommer till tals."